# Torre do Relógio de Merewether

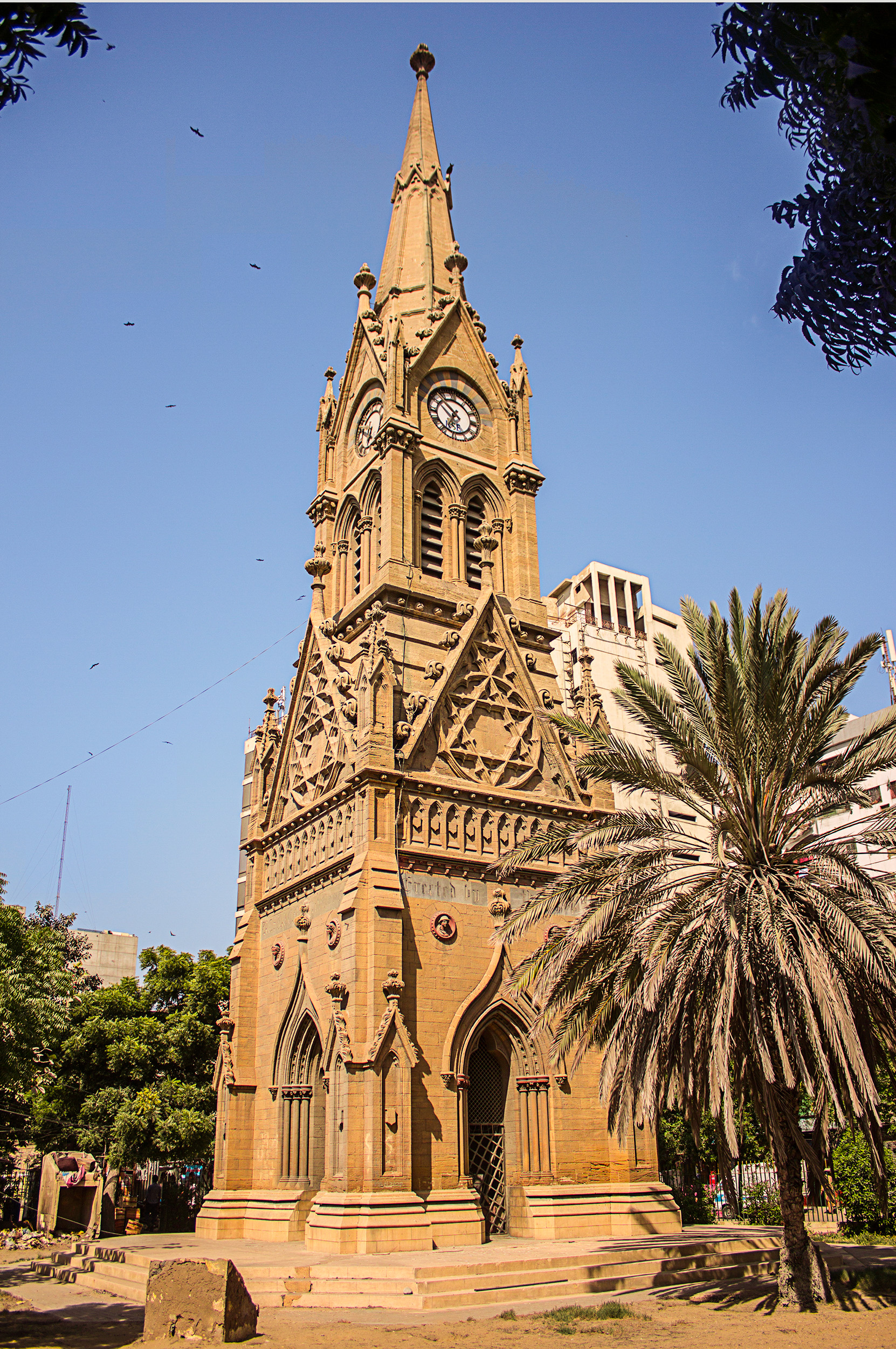
Torre de Merewether

A Torre do Relógio de Merewether (em inglês:  Merewether Clock Tower) ou simplesmente Torre de Merewether (Merewether Tower) é um monumento na cidade de Karachi, no Paquistão.
Foi construída, através de fundos levantados pela contribuição do público, como um memorial a sir William Merewether, que serviu como 'Comissário-do-Sind' de 1867 a 1877. Situa-se na confluência da Ibrahim Ismail Chundrigar Road (antiga McLeod Road) e Mohammad Ali Jinnah Road (antiga Bunder Road).
Projetada por James Strachan, engenheiro municipal, sua pedra fundamental foi lançada pelo governador de Bombaim, sir James Fergusson, em 1884. Foi aberta formalmente ao público em 1892 pelo então Comissário-do-Sind, sir Evan James.
A torre tem uma base de 40 metros quadrados e uma altura de 31 metros.